# توپ فوتبال

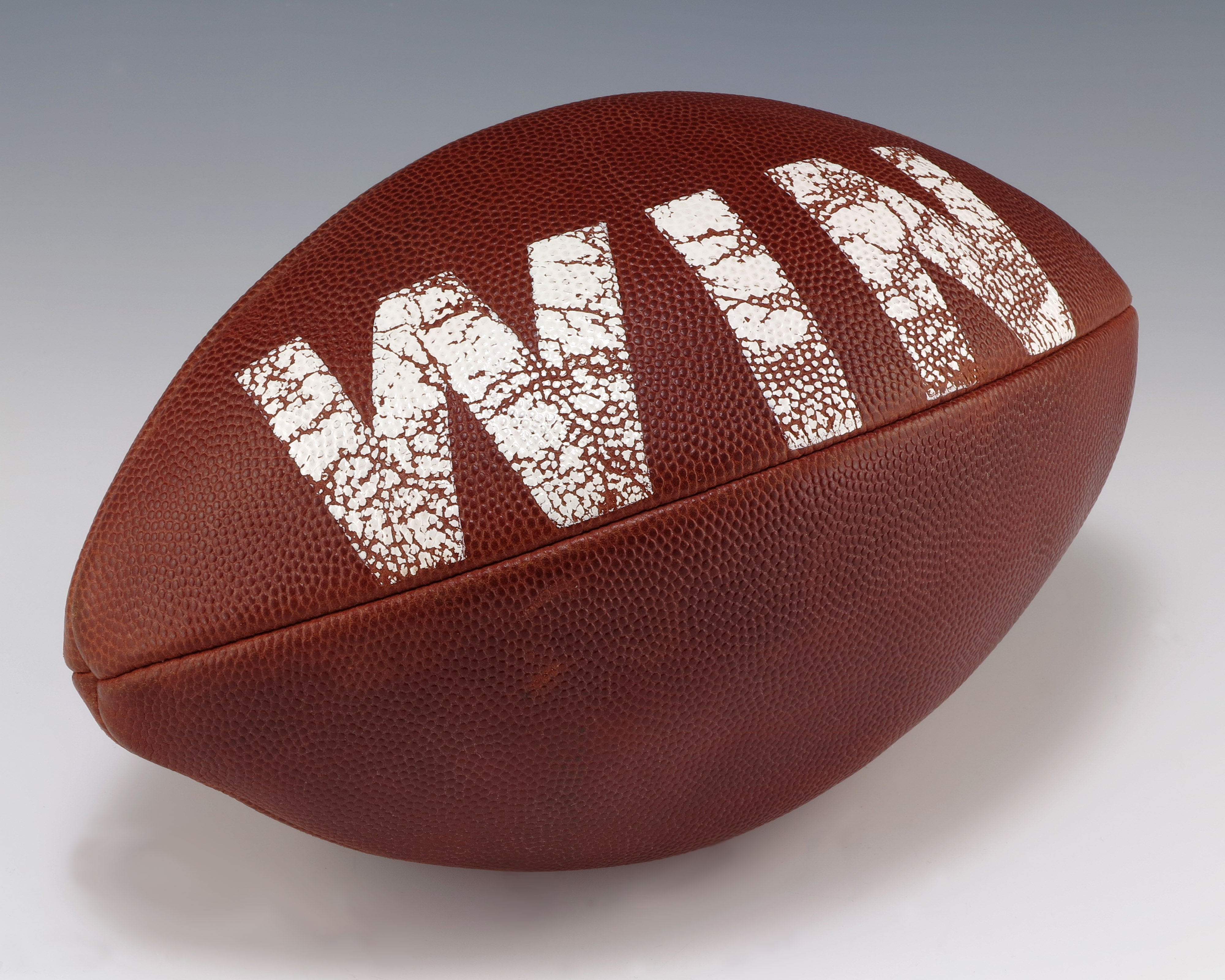
تصویر؛ یک توپ فوتبال قهوه‌ای تیره چرمی مربوط به ورزش فوتبال آمریکایی و فوتبال کانادایی را که واژه win به معنای پیروز شدن یا پیروزی بر روی آن نقش بسته، نمایش می‌دهد. توپ استفاده شده در این دو نوع فوتبال، جزء دسته توپ‌هایی هستند که انتهایشان زاویه‌دار است.

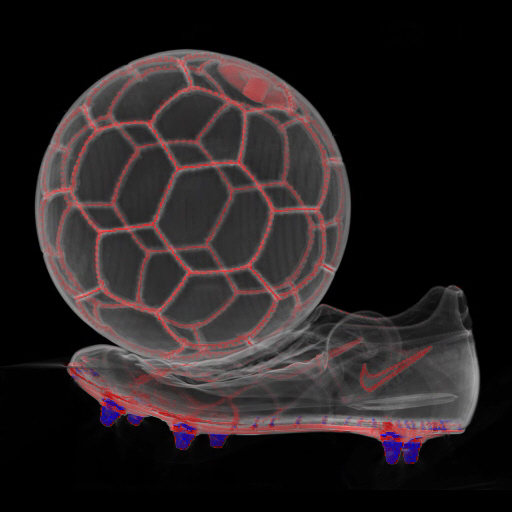
تصویر سه بعدی توموگرافی یک توپ فوتبال و کفش

توپ فوتبال توپی است که برای انجام انواع گوناگون بازی فوتبال از آن استفاده می‌شود. در انواع گوناگون ورزش فوتبال از توپ‌های متفاوتی بهره می‌برند که همگی آن‌ها در دو دسته توپ‌های کروی و توپ‌های تخم‌مرغی جای می‌گیرند.
- توپ‌های کروی: شکلی کاملاً گرد دارند و در ورزش فوتبال و فوتبال گیلیک از آن‌ها استفاده می‌شود.
- توپ‌های تخم‌مرغی مدور: این توپ‌ها بیضی شکل هستند و خود به دو نوع تقسیم می‌شوند:
- توپ‌هایی که انتهای آن زاویه‌دار است: و در فوتبال آمریکایی و فوتبال کانادایی استفاده می‌شوند.
- توپ‌های که کاملاً مدور هستند: در راگبی فوتبال و فوتبال استرالیایی از آن‌ها استفاده می‌شود.

## فوتبال

دراین انیمیشن هندسه توپ فوتبال، نمایان است. پنج ضلعی‌ها و شش ضلعی‌ها کنار هم جمع شده‌اند تا یک توپ ساخته شود.

برای توپ فوتبال، استانداردهایی تعریف شده که مهم‌ترین آن‌ها استاندارد فدراسیون جهانی فوتبال (فیفا) است. فیفا دو نوع استاندارد کیفی را برای توپ‌های فوتبال اعلام کرده که یکی برای توپ‌های مورد استفاده در مسابقات رسمی فوتبال، و دیگری برای مسابقات غیررسمی و بازیکنان آماتور می‌باشد. این دو استاندارد عبارتند از:
- کیفیت حرفه‌ای فیفا (FIFA QUALITY PRO)
- کیفیت مورد تأیید فیفا (FIFA QUALITY)

### کیفیت توپ‌های حرفه‌ای از نظر فیفا
توپ‌هایی که در مسابقات رسمی و مورد تأیید فیفا استفاده می‌شوند باید سایز محیط بیرونی ۶۸٫۵ الی ۶۹٫۵ سانتی‌متر و وزنی بین ۴۲۰ تا ۴۴۵ گرم داشته باشند. در غیر اینصورت برای برگزاری مسابقات حرفه‌ای و رسمی مناسب نیستند.

### کیفیت توپ‌های آماتور از نظر فیفا
سایز محیط بیرونی توپ‌های فوتبال آماتور (غیر حرفه ای) بین ۶۸ الی ۷۰ سانتی‌متر و وزنشان بین ۴۱۰ الی ۴۵۰ گرم می‌باشد. درست است که این توپ‌ها برای برگزاری مسابقات حرفه‌ای مناسب نیستند اما از نظر فیفا توپ فوتبال محسوب می‌شوند و برای ورزش فوتبال در سطح آماتور مناسب هستند.[۱]
این نوع توپ‌ها، توپ شماره ۵ نیز نامیده می‌شوند اما در مسابقات داخل سالن از توپ‌های کوچکتر و سنگین تر استفاده می‌شود. برای مثال توپ شماره ۴ توپ استاندارد برای بازی فوتسال است که فیفا برای آن نیز استانداردی به همان ترتیبی که در بالا گفته شد ارائه کرده‌است.
آدیداس مهم‌ترین سازنده توپ فوتبال است که توپ‌های جام جهانی فوتبال را از جام جهانی فوتبال ۱۹۷۰ به این‌سو و توپ‌های جام ملت‌های اروپا را از جام ملت‌های اروپا ۱۹۸۰ و همچنین لیگ قهرمانان یوفا را می‌سازد.

## فوتبال استرالیایی
توپ استاندارد فوتبال استرالیایی بیضی شکل و شبیه به توپ‌های مورد استفاده در راگبی است. رنگ توپ مسابقاتی که در روز انجام می‌شود قرمز و بازی‌هایی که در شب انجام می‌شود زرد است. استانداردهای آن:
- محیط: ۷۲–۷۳ سانتیمتر
- فشار هوا (پوند در اینچ مربع): ۹–۱۱

## فوتبال گیلیک

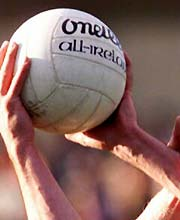
یک توپ فوتبال گیلیک در ایرلند

در فوتبال گیلیک از یک توپ چرمی کروی شبیه به توپ والیبال با این استانداردها استفاده می‌شود:
- قطر: ۲۵–۲۶ سانتیمتر
- محیط: ۶۹–۷۴ سانتیمتر
- وزن: ۳۷۰ تا ۴۲۵ گرم
- فشار هوا (پوند در اینچ مربع): ۹–۱۱

## لیگ راگبی
توپ استاندارد راگبی ۱۳ نفره که سایز ۵ نیز نامیده می‌شود، این شرایط را داراست:
- قطر: ۲۵–۲۶ سانتیمتر
- محیط (در طولانی‌ترین قسمت): ۶۰ سانتیمتر
- محیط (در عریض‌ترین قسمت): ۲۷ سانتیمتر
- وزن: ۳۸۳ تا ۴۴۰ گرم

توپ‌های راگبی لیگ کمی زاویه‌دارتر از توپ‌های اتحادیه راگبی هستند که پرتاب و گرفتن آن‌ها را ساده‌تر و شوت‌کردن آن‌ها را مشکل‌تر می‌کند و نسبت به توپ فوتبال آمریکایی هم کمی بزرگ‌تر هستند.

## اتحادیه راگبی
توپ استاندارد راگبی ۱۵ نفره این شرایط را داراست:
- طول: ۲۸ سانتیمتر
- محیط (در طولانی‌ترین قسمت): ۵۶ سانتیمتر
- محیط (در عریض‌ترین قسمت): ۲۸ تا ۳۰ سانتیمتر
- وزن: ۴۱۰ تا ۴۶۰ گرم
- فشار هوا (پوند در اینچ مربع): ۹٫۵ تا ۱۰

## گیریدون فوتبال

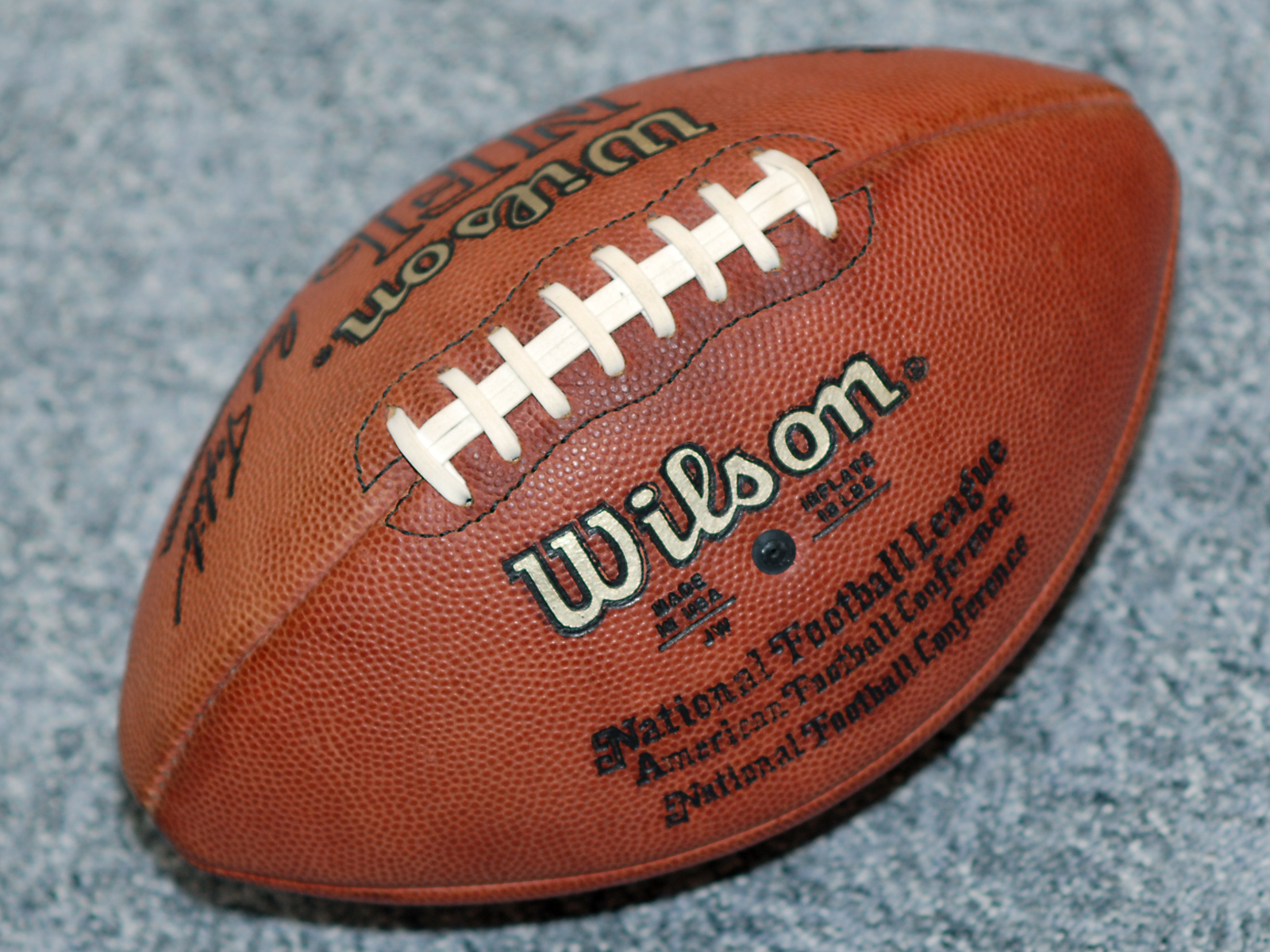
توپ فوتبال آمریکایی

توپ‌هایی که در فوتبال آمریکایی و فوتبال کانادایی استفاده می‌شوند، این شرایط را دارا می باشند:
- قطر: ۲۵–۲۶ سانتیمتر
- محیط (در طولانی‌ترین قسمت): ۵۸ تا ۶۲ سانتیمتر
- محیط (در عریض‌ترین قسمت): ۲۸ تا ۳۰ سانتیمتر
- وزن: ۳۹۸ تا ۴۲۵ گرم
- فشار هوا (پوند در اینچ مربع): ۱۲٫۵ تا ۱۳٫۵